# Республика Западная Босния
Автономная область Западная Босния (АОЗБ, босн. Autonomna Pokrajina Zapadna Bosna (APZB) — “Автономная Провинция Западная Босния (АПЗБ)”; 27 сентября 1993—25 июля 1995) или Республика Западная Босния (РЗБ, босн. Republika Zapadna Bosna, (RZB); 26 июля—7 августа 1995) — де-факто существовавшее после распада Югославии в западной части Республики Босния и Герцеговина государственное образование со столицей в городе Велика-Кладуша. Местные мусульмане во главе с Фикретом Абдичем выступали за сохранение федерации и против правительства Алии Изетбеговича. Автономия была уничтожена в августе 1995 года в результате операции «Буря».

## Возникновение автономии
Автономия была провозглашена в 1993 году местными боснийцами, которые были противниками Алии Изетбеговича. Президентом Западной Боснии стал Фикрет Абдич. Мусульмане автономии в боснийской войне сотрудничали и с хорватами (на начальном этапе войны) и сербами.
О значимости мусульманской автономии Абдича для сербов можно судить хотя бы по тому факту, что на территории Республики Сербская Краина, на границе с АОЗБ (через реку Уна), в деревне Шамарице был создан специальный штаб для поддержки автономистов. На протяжении войны Абдич получал поддержку от таких сербских военизированных подразделений, как «Тигры Аркана», «Пантера» и «Скорпионы». Несмотря на это, вооружённые силы Западной Боснии оставались небоеспособны по сравнению с войсками АРБиХ-а в Бихачском анклаве, потому ситуация на фронте между Западной Боснией и Республикой Босния и Герцеговина практически не менялась.

## Разгром и оккупация автономии
В начале 1994 года Западная Босния занимала 600 кв. км. Вооруженные силы АОЗБ состояли из шести пехотных бригад численностью около 10 тысяч человек, нескольких танков и нескольких десятков единиц артиллерии. Командовал армией «автономистов» полковник Хазим Делич.
Территория автономии была захвачена боснийскими правительственными войсками в августе 1994 года в ходе операции "Тигр 94".

## Восстановление автономии
В ноябре-декабре 1994 года объединённые силы мусульман-автономистов, краинских и боснийских сербов провели наступательную операцию Паук. Фикрет Абдич получил от сербов существенную помощь оружием, боеприпасами и другими ресурсами. Операция позволила Абдичу вновь занять Велику Кладушу и восстановить автономию, а также занять город Цазин и населённые пункты в его округе.

## Окончательное уничтожение автономии
Автономная область Западная Босния была переименована в Республику Западная Босния (РЗБ сербохорв. Република Западна Босна) 25 июля-26 июля 1995 года, однако в этом качестве она просуществовала недолго — РЗБ была ликвидирована в августе 1995 года пятым корпусом армии Боснии и Герцеговины в результате операции «Буря».
После разгрома основных сил краинских сербов поредевшие (многие солдаты Абдича с началом «Олуи» перешли на сторону противника или дезертировали) силы Автономной области Западной Боснии сконцентрировались около Великой Кладуши. 502-я бригада АРБиХ наступала на них с запада, а большая часть 5-го корпуса — с фронта. Практически не встречая сопротивления, АРБиХ триумфально вошeл в столицу «мятежников».
Абдич бежал в Загреб. Велика Кладуша перешла под контроль АРБиХ-а.
В 2002 году Фикрет Абдич в интервью выходящей в Нови-Саде газете «Дневник» всю полноту ответственности за войну в Боснии и Герцеговине возложил на Алию Изетбеговича. По словам Абдича, Изетбегович «пожертвовал миром во имя спасения унитаризма в Боснии и должен будет объяснить в Гааге многие вещи, в том числе и свирепую расправу с жителями в Великой Кладуше только потому, что те поддерживали Абдича»
Тридцать тысяч мусульман — сторонников Абдича после операции «Буря» попытались прорваться в западном направлении, но были блокированы хорватской армией и полицией в селе Купленско в 20 километрах от хорватско-боснийской границы. Позднее лагерь в Купленско был расформирован и мусульманские беженцы переселены в Гасинац и другие хорватские города, в США и Канаду.